# Isla El Muerto, Nicaragua
Isla El Muerto (Dödens ö) är en liten ö i Nicaraguasjön, strax norr om den mycket större Isla La Zapatera, i kommunen Granada, Nicaragua. Ön är känd för sina arkeologiska lämningar från förkolumbiansk tid, som bland annat utforskades och beskrevs av svensken Carl Bovallius. Isla El Muerto är en del av nationalparken Archipiélago de Zapatera

## Transporter
Det enda sättet att ta sig till Isla El Muerto är med båt. Det finns inga vägar på ön.